# Карфагенська релігія
Релігія Карфагена, карфагенська/пунічна релігія — пряме продовження політеїстичної фінікійської релігії Леванта зі значними змінами. Існують розбіжності щодо практики спокутних жертвоприношень дітей у Карфагені.

## Пантеон

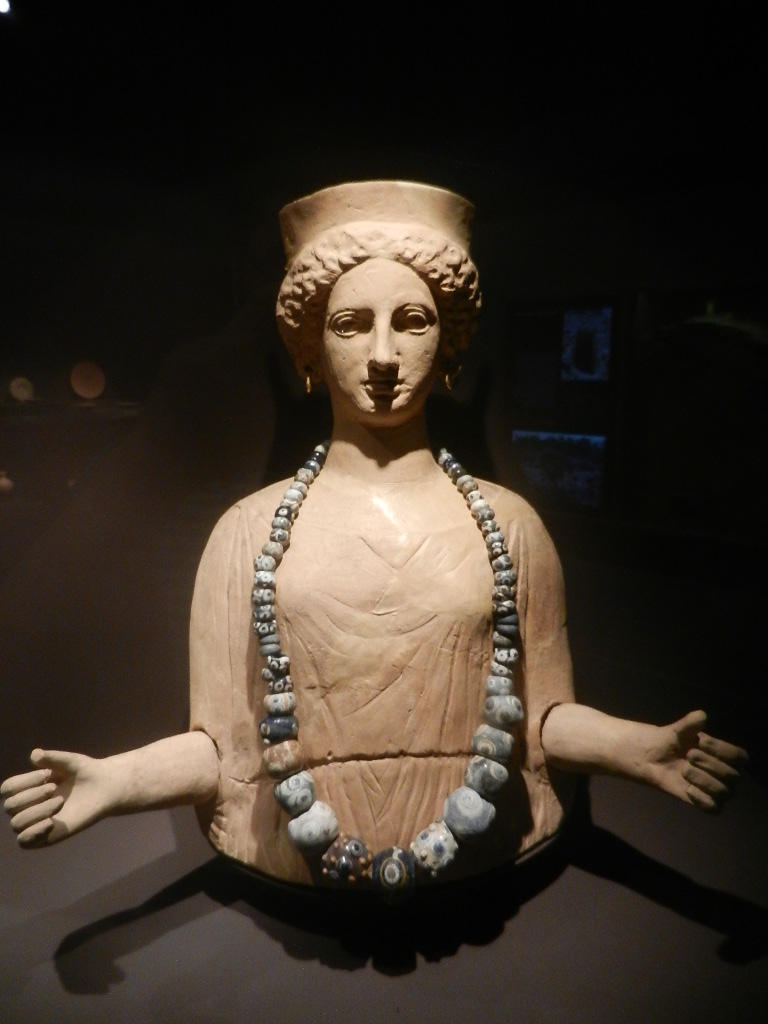
Статуя Таніт. Музей археології Каталонії (Барселона)

Карфаген успадкував основи релігії з Фінікії. Верховною парою богів були Таніт і Баал-хамон, вони вважаються найтиповішими постатями карфагенського пантеону. Богиня Астарта була дуже популярною у ранній період. У розпал своєї космополітичної ери пантеон Карфагена складався з великої кількості божеств із сусідніх цивілізацій Греції, Єгипту та міст-держав етрусків.
Особливою пошаною користувалися покровитель міста Тіра - Мелькарт, бог лікування Ешмун і Анат, сестра і кохана бога Балу. Для відправлення культів у кожного божества був свій храм. Особливістю релігійного світогляду карфагенян було те, що навіть при відправленні культів богів не називали власними іменами, а їхні імена замінювали на «пан», «богиня», «покровитель», «захисник» і подібні.
Поряд із богами карфагеняни шанували героїв.

## Жерцтво
Пунічні тексти, що збереглися, розповідають про організований стан храмових жерців і служників, які виконували різні функції за різні ціни. Жерці, на відміну від іншого населення, були гладко поголені.
У перші століття Карфагена ритуальні святкування включали ритмічні танці, успадковані від фінікійської традиції. Жрецтво не було спадковою кастою, але на практиці сан жерця часто переходив від батька до сина.

## Пунічні стели
Вапнякові ціпуси та стели - характерні пам'ятники пунічного мистецтва та релігії. Вони перебувають у всьому західному фінікійському світі, безперервно і історично, і географічно. Більшість з них були створені над урнами з порохом жертв, які були поміщені у святилищах просто неба. Деякі карфагенські клятвені стели (деякі з них - в єгипетському стилі) зображують жерця, що тримає дитину. Принаймні одна з них інтерпретується як жертвопринесення живої дитини. Ідентифікація дитини залишається під питанням.

## Жертвопринесення тварин
Одна з найважливіших стел - Марсельський жертовний тариф, знайдена в марсельському порту, спочатку знаходилася в храмі Баал-Цафона в Карфагені. Тариф упорядковує платежі жерцям за жертвопринесення та описує властивості жертв. Всі жертви - тварини-самці, і Порфирій вважає, що фінікійці не приносили в жертви або не їли тварин жіночої статі.

## Дитячі жертвопринесення

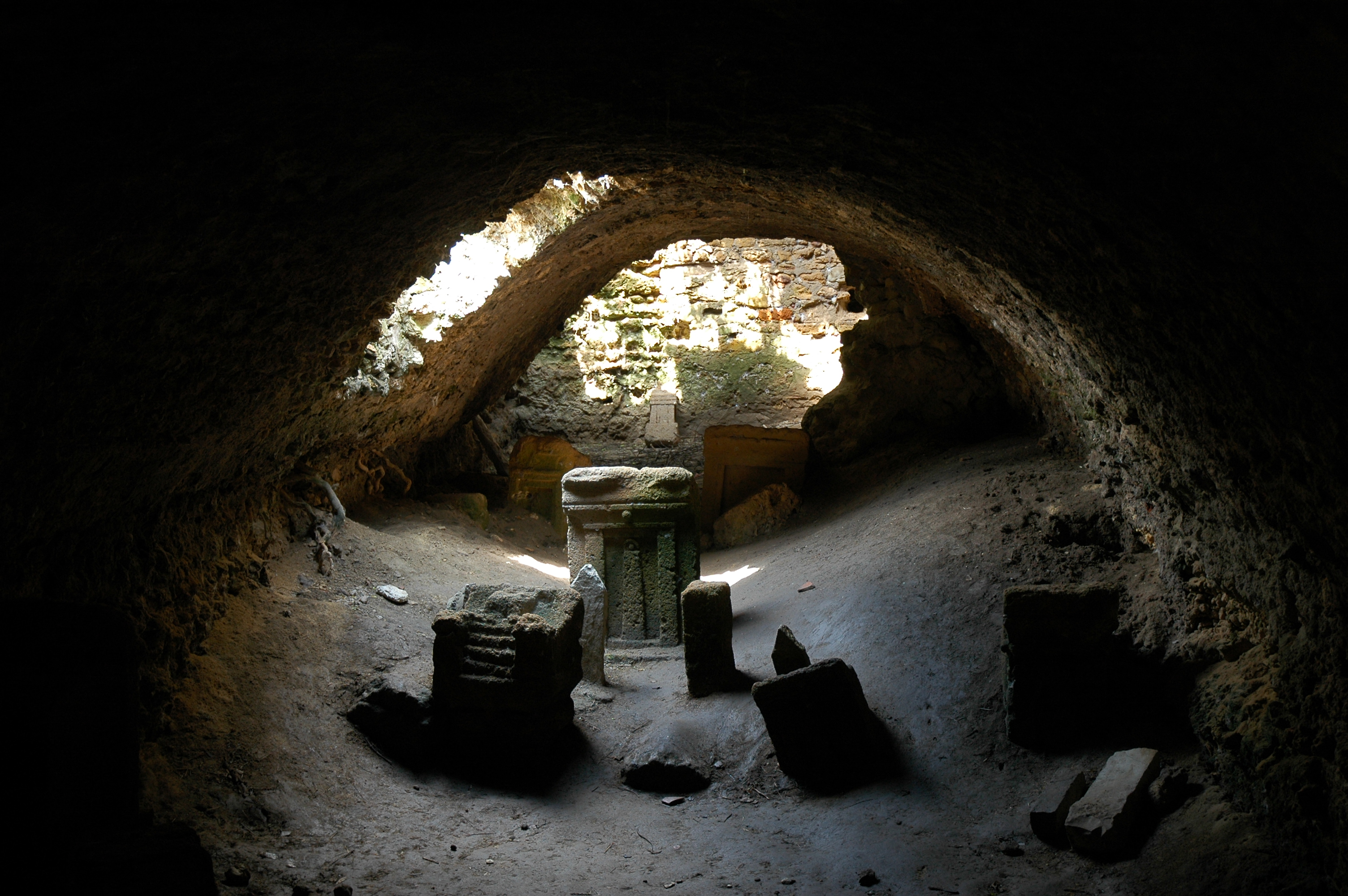
Ділянка карфагенського Тофета (звіт відноситься до римської доби)

Більшість археологів визнають, що дитячі жертвопринесення мали місце. Лоуренс Стейджер, керівник розкопок карфагенського Тофета в 1970-і, вважає, що дитячі жертвопринесення там проходили. Паоло Кселла з Національної дослідницької ради у Римі підсумував текстуальні, епіграфічні та археологічні свідчення принесення немовлят у жертву карфагенянами.
Деякі сучасні вчені, навпаки, вважають, що свідчення про жертвопринесення дітей у кращому разі уривчасті, і, швидше за все, є кривавим наклепом римлян проти Карфагена, який мав на меті виправдати завоювання і руйнування Карфагену. Дослідження 2010 року матеріалу з 348 похоронних скриньок дійшли висновку, що в Карфагені не проводилися систематичні дитячі жертвопринесення.